# Bartolomé Vargas Lugo
Bartolomé Vargas Lugo war ein mexikanischer Fußballtorwart, der insgesamt dreimal mexikanischer Meister wurde.

## Biografie
Im Vorfeld seines ersten Meistertitels in der Saison 1912/13 mit dem CF México hatte er den vorherigen Stammtorwart Cirilo Roa verdrängt, der daraufhin den Verein verließ. Nach dem Meisterschaftsgewinn hängte Vargas Lugo seine Fußballschuhe vorübergehend an den Nagel, um in der mexikanischen Revolution zu kämpfen. Nach deren Ende ging er zum CF Pachuca, mit dem er 1918 und 1920 zwei weitere Meistertitel gewann.